# 甘肃省兰州第一中学
甘肃省兰州第一中学，也简称为兰州一中，位于甘肃省兰州市城关区，是一所省级示范性高中。其前身为创建于光绪二十八年（1902年）的“甘肃文高等学堂”。它是甘肃省历史上第一所中等学校。其间曾几经易名，现用名是在1952年确定的。

## 历史沿革

### 1902年-1911年
1902年，在当时广办西学、兴建新式学堂的大环境下，甘肃文高等学堂成立，校址位于兰州通远门外畅家巷内的南兵营旧址。当时的学校管理职位为总教习，刘光蒉任第一任总教习，直至逝世。后改名为甘肃省高等学堂，刘尔炘任第二任总教习。

### 1912年-1949年
1911年10月由于辛亥革命的爆发，学校停办，到1912年更名为全省中学堂后复校。改总教习为校长，刘尔炘任首任校长。1913年10月29日改名为甘肃省立第一中学校，将学制定为四年制普通中学。1919年6月，时任校长的水梓制定颁布了《甘肃省立第一中学学则》，其中确立校训为“弘毅”。
1937年抗日战争爆发，中共在校内设立了党支部。1938年冬，为避免学校遭受日军飞机轰炸，学校搬迁至甘肃省洮沙县辛甸镇小学，作为临时校址，直至1942年回迁。
1949年8月随着兰州解放，中共军事接管组接管学校。

### 1949年以后
1952年随着当时中国大陆教育改革运动的开始，学校改名为甘肃省兰州第一中学，并被确定为甘肃省首批省属重点中学。此后学校开始稳步发展，但到了1966年6月，由于文化大革命的爆发，学校再度停课，直至1976年10月复校。此后进入较为平稳的发展时期。

## 校训
由时任校长的水梓先生确立的校训，源自《论语·泰伯章》：“曾子曰：‘士不可以不弘毅，任重而道远，仁以为已任，不亦重乎？死而后已，不亦远乎？’”。

## 兰州一中学生社团组织
- 共青团甘肃省兰州一中团委
- 兰州一中学生会

组织和管理学生活动
- 学生交响乐团
- 兰州一中校园广播站

节目涉及音乐娱乐、休闲散文、新闻、体育、英语等领域，为广大师生提供着休闲娱乐、新闻资讯等方面的信息
- 校刊《弘毅采风》

《弘毅采风》文学社创建于1996年，办刊准则是“青春、广角、先锋”。
- 兰州一中饮冰文学社
- 兰州一中 风雅轩

宣扬中国传统古风文化
- 模拟联合国

2007年9月和2008年3月，兰州一中连续两年成为西北地区唯一的受邀学校，在北京大学全国中学生模拟联合国大会上曾获得团队“最佳组织奖”。
- 数码空间社

数码技术和数码产品爱好者的聚集地

## 校园活动
以下为定期举行的活动
- 新生入校军训（新生入校前一周）
- 周末文化艺术广场
- 学生话剧演出
- 秋季运动会

## 著名校友
- 水梓
- 张一悟
- 杨静仁
- 王陇德 - 中国工程院院士
- 郭普校：中国人民解放军空军上将

## 兄弟学校
- 匈牙利绍莫吉州米海利文法和卫生中等学校
- 美国俄克拉何马州数理高中（Oklahoma School of Science and Mathematics）